# Schächten

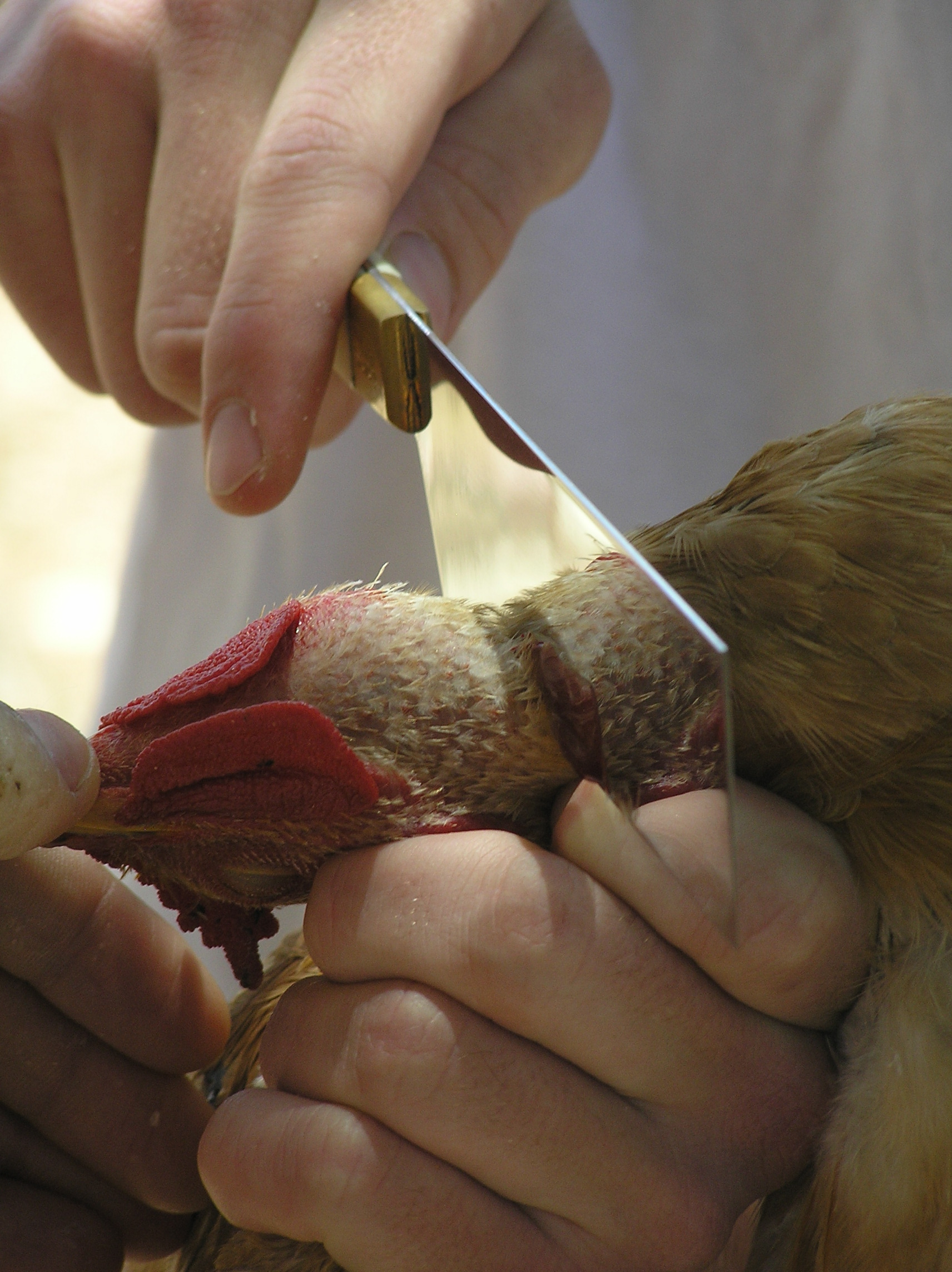
Schächtung eines Huhns

Schächten oder Schechita auch Schochet (hebräisch שחט šacḥaṭ, deutsch ‚schlachten‘) ist das rituelle Schlachten von in der jeweiligen Religion zugelassenen Schlachttieren, insbesondere im Judentum und im Islam. Die Tiere werden mit einem speziellen Messer mit einem großen Schnitt quer durch die Halsunterseite, in dessen Folge die großen Blutgefäße sowie Luft- und Speiseröhre durchtrennt werden, getötet. Mit dem Schächten soll das möglichst rückstandslose Ausbluten des Tieres sowie ein schneller Tod gewährleistet werden. Der Verzehr von Blut ist sowohl im Judentum als auch im Islam verboten.
Das jüdische Schächten erfolgt ohne vorgängige Betäubung des Tieres, da nach jüdischer Auffassung das Tier durch die Betäubung verletzt und das Fleisch dadurch zum Verzehr unbrauchbar wird. Nach der Rechtsprechung des Bundesverfassungsgerichtes (Schächturteil) werden auch muslimischen Metzgern Ausnahmegenehmigungen zum betäubungslosen Schächten erteilt, sofern das Fleisch des getöteten Tieres von Personen verzehrt wird, denen zwingende religiöse Vorschriften den Verzehr des Fleisches nicht geschächteter Tiere verbieten. Ob Fleisch eines durch Elektroschock betäubten Tieres als halāl gelten kann, ist unter Sunniten umstritten. Unter Aleviten wird das Halāl-Gebot basierend auf einer mündlichen Tradition anders als bei den Sunniten ausgelegt, rituell erfolgt bei den Aleviten die Schächtung ohne Betäubung.

## Hintergrund

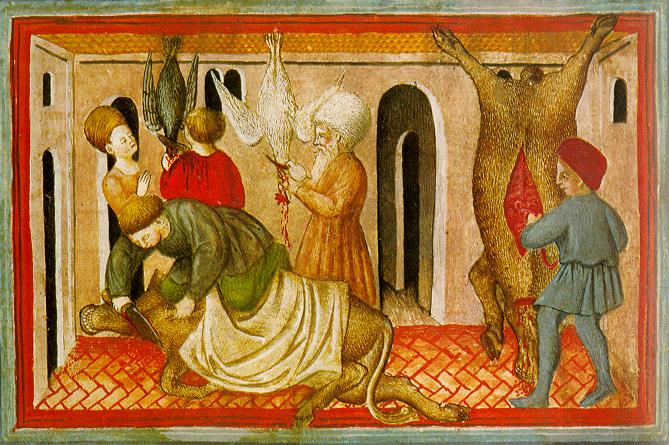
Schächten, Darstellung aus dem 15. Jahrhundert

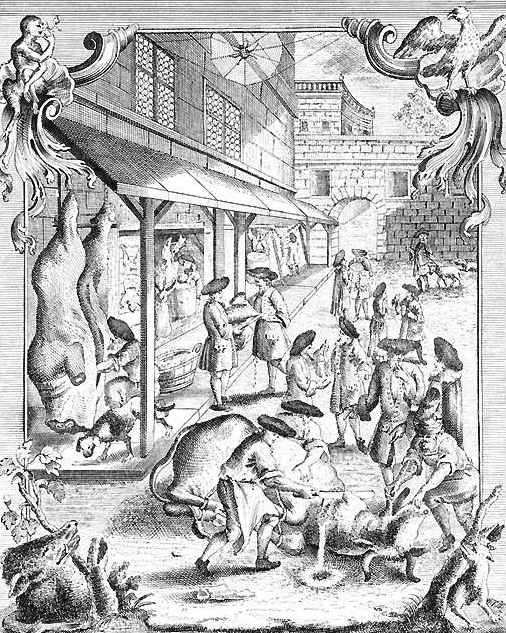
Schechita, Deutschland 18. Jh. aus: Paul Christian Kirchner: Jüdisches Ceremoniell, 1734

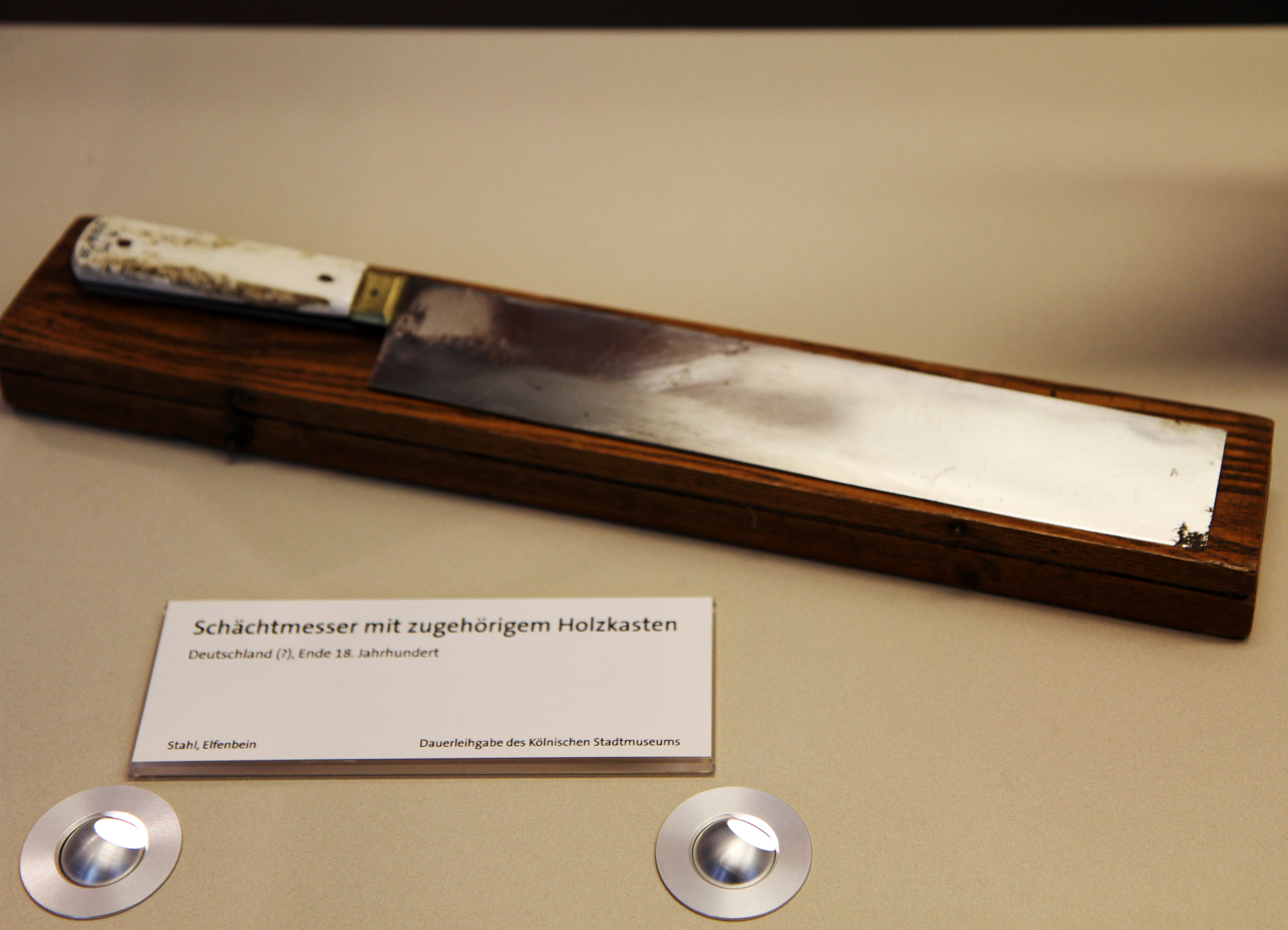
Schächtmesser (jidd.: Chalef) mit zugehörigem Holzkasten. Stahl und Elfenbein, 18. Jahrhundert

In der Tora heißt es: „Schlachte von deinen Rindern oder Schafen, die dir der Herr gegeben hat, wie ich dir geboten habe.“ (Dtn 12,21 ), ohne dass auf die Art, wie die Schlachtung zu erfolgen hat, eingegangen wird. Aus dem Verbot des Blutverzehrs und anderen biblischen Vorschriften abgeleitet, wird auf die Schechita erst im Talmud (Traktat Chullin 1–2) und später in der Mischne Tora (Sefer Keduscha) und im Schulchan Aruch (Jore De'a 1–28) eingegangen.
Mit der Schechita wird ein das Leid des Tieres möglichst gering haltendes Tötungsverfahren angestrebt. Das halachisch korrekte Schächten besteht aus einem Halsschnitt, der bei Säugetieren durch Luftröhre und Speiseröhre, bei Vögeln durch eine von beiden gehen muss. Der Schnitt muss ohne die geringste Unterbrechung mit einem scharfen, glatten und schartenfreien Messer ausgeführt werden. Verboten ist
1. die kleinste Pause bei der Durchführung des Schnitts (hebr. Schehija)
2. das Drücken des aufliegenden Messers in den Hals (hebr. Derassa)
3. das Verstecken des Messers (hebr. Chalada)
4. das Ausführen des Schnitts außerhalb der für Schechita bestimmten Grenzen am Hals (hebr. Hagrama)
5. das Losreißen der Halsgefäße durch den Schnitt (hebr. Ikur)[4]

Der Schlachter (hebräisch שׁוֹחֵט ‚Schochet‘) selbst muss eine Ausbildung abgeschlossen haben, die sowohl „praktische“ als auch „geistige“ Aspekte seiner Arbeit umfasst. Das Schlachtmesser muss scharf wie eine gute Rasierklinge sein und darf keinerlei Scharten o. Ä. aufweisen.
Auch der Schlachtprozess selbst unterliegt festen Regeln. Erste Voraussetzung ist, dass das Tier im Judentum koscher bzw. im Islam halāl ist. Mit einem einzigen Schnitt wird die Kehle durchschnitten, wobei beide Halsschlagadern, beide Halsvenen, die Luftröhre, die Speiseröhre sowie beide Vagus-Nerven durchtrennt werden müssen. Diese Technik führt bei korrekt ausgeführtem Halsschnitt den Tod in der Regel innerhalb von 10–15 Sekunden herbei, jedoch können Rinder noch bis zu 47 Sekunden lang Aufstehversuche unternehmen. Das Tier muss vollständig ausbluten, da der Verzehr von Blut gemäß Kaschrut bzw. Qu’ran (Sure 5 Vers 3) verboten ist. Schechita beschreibt nicht allein den Prozess der Schlachtung selbst, sondern auch die anschließende Kontrolle des Tieres und des Fleisches. So müssen im Judentum z. B. alle Blutrückstände beseitigt werden, was gewöhnlich durch Waschen und Salzen geschieht. Außerdem müssen Fleisch und Organe auf eventuelle Unregelmäßigkeiten (z. B. Krebsgeschwülste) untersucht werden, die das Fleisch treif, d. h. nicht koscher machen würden. Im Islam gelten zum Teil andere Regeln für die „Nachbearbeitung“ des Fleisches.

## Ausnahmen
Fisch unterliegt nicht dem Gesetz von Schechita. Der Talmud lehrt dies im Traktat Chullin 27b, und auch der Schulchan Aruch geht auf diesen Sachverhalt im Abschnitt Hilchot Schechita 1 ein. Bei Fischen ist entscheidend, dass es sich um eine von der Tora als koscher genannte Fischart handelt.
Bei der Mehrheit der Muslime gilt, dass fast alles, was aus dem Meer an Nahrung gewonnen wird, auch als halāl angesehen wird. Die Schiiten allerdings erachten nur Fische mit Schuppen und Garnelen als halāl. Alle anderen Fischsorten gelten als haram. Die Fische müssen gemäß dieser Rechtsschule zudem lebendig aus dem Wasser geholt werden.

## Tierschutz
Das betäubungslose Schächten ist vom Standpunkt des Tierschutzes aus umstritten. Die Befürworter dieser Methode argumentieren, dass bei korrekter Ausführung des Schächtschnittes ein schnelles Ausbluten sichergestellt sei, bei dem es zu einem schlagartigen Abfall des Blutdrucks und damit der Sauerstoffversorgung des Gehirns komme. Hierdurch trete bereits nach kurzer Zeit eine Bewusstlosigkeit ohne nennenswerte Schmerzen ein. Grobe Fehler beim Schächten seien zweifellos als ebenso qualvoll für das Tier anzusehen wie grobe Fehler jeder anderen Schlachtmethode.
Der aktuelle Stand der Forschung zeigt, dass das Schlachten durch einen Schnitt in die ventrale Halsregion ohne vorherige Betäubung Schmerzen bei Wiederkäuern verursacht. Studien, die EEG-Analysen nutzten, haben signifikante Veränderungen der EEG-Parameter nach dem Halsschnitt bei Kälbern und Ziegen gezeigt, was auf das Vorhandensein von schmerzhaften Reizen hindeutet. Die Dauer des Bewusstseins nach dem Schlachten ohne Betäubung variiert und dauert bei Schafen mindestens 2–8 Sekunden und bei Rindern möglicherweise über 60 Sekunden. Blutbiochemische Veränderungen, wie erhöhte Glukose- und Laktatwerte, wurden ebenfalls bei bewussten Ziegen während des Schlachtens ohne Betäubung beobachtet. Diese Erkenntnisse unterstützen insgesamt die Schlussfolgerung, dass das Schlachten ohne vorherige Betäubung ein Risiko für das Tierwohl darstelle, da die Tiere wahrscheinlich Schmerzen erleben. Die Betäubung vor dem Schlachten wird empfohlen, um Schmerzen und Stress bei den Tieren zu verhindern.
In einem Bericht des Eidgenössischen Bundesamts für Veterinärwesen (BVET), der nach einem Besuch im Schächthof in Besançon entstand, wird berichtet, dass die Aussagen, „wonach das Schächten nicht tierquälerisch sei, nicht bestätigt werden. Zahlreiche Tiere, an denen der Schächtschnitt korrekt ausgeführt wurde, zeigten nach dem Schnitt heftige Abwehrreaktionen; der Augenreflex (Cornealreflex), dessen Ausbleiben als anerkanntes Maß für den Verlust des Bewusstseins gilt, war teilweise bis 30 Sekunden nach dem Schnitt noch deutlich festzustellen.“
Gegner des Schächtens kritisieren, dass die Bewusstlosigkeit des Tieres nicht sofort eintritt, da die Blutversorgung des Gehirns auch durch nicht durchtrennte Gefäße im Bereich der Wirbelsäule und des tiefen Nackens erfolgt, und verweisen auf manche Video-Aufnahmen geschächteter Tiere, die einen teilweise mehrminütigen Todeskampf durchleben, obwohl sichtbar die Luftröhre und Halsschlagadern durchtrennt wurden. Eine sofortige Bewusstlosigkeit sei daher beim Schächten nicht automatisch gegeben, was darauf zurückzuführen sei, dass der Ausblutungsprozess eine gewisse Zeit benötigt. Auch sei ein Beharren auf dem Schächten ohne vorherige Betäubung mit dem Hinweis auf das erforderliche Ausbluten nicht überzeugend, da ein betäubtes Tier in gleicher Weise ausblutet wie ein nicht betäubtes. Außerdem würden auch beim besten Ausbluten immer noch Blutrückstände im Fleisch bleiben.
Von Befürwortern wird die moderne Schächtung von ihrer Einführung bis in die Gegenwart im Sinne des Tierschutzes (schnelle Tötung) und der Lebensmittelhygiene (Fleischbeschau) als fortschrittlich angesehen. Die Einführung moderner Betäubungsmethoden (Bolzenschuss, Begasung oder Strom) im zwanzigsten Jahrhundert würde nach deren Auffassung Ansätze bieten, das Tierleid zu verringern. Diese Ansicht wird auch von Reformjuden geteilt, welche den Verzehr von unter Betäubung entbluteten Tieren erlauben.
Jörg Luy berief 2005 die Fachtagung „Tierschutz bei der rituellen Schlachtung“ ein und arbeitet bei dem EU-weiten (Israel und die Türkei mit einbeziehenden) Projekt DIALREL (Dialogue on issues of Religious Slaughter) mit, das eine einvernehmliche, verfassungskonforme europäische Regelung anstrebt.
Dass das EU‐Bio‐Siegel nicht für Fleisch von Tieren verwendet werden darf, die ohne vorherige Betäubung geschlachtet wurden, entschied der Gerichtshof der Europäischen Union (EuGH): Das aus Achtung vor der Religionsfreiheit ausnahmsweise erlaubte Schächten eigne sich selbst bei bester Ausführung nicht genauso gut wie das Betäuben, das Tierleiden möglichst gering zu halten. Das Unionsrecht zum Bio-Logo ziele auf das Vertrauen der Verbraucher in als ökologisch/biologisch gekennzeichnete Lebensmittel ab. Das solle unter anderem dadurch gerechtfertigt werden, dass sie die Sicherheit haben, dass dieses Fleisch tatsächlich unter Beachtung höchster Normen u. a. des Tierschutzes erzeugt ist.

## Rechtslage

### Deutschland

Gesetzliche Anforderungen für das rituelle Schlachten in Europa:
Betäubung nicht erforderlich
Betäubung nach dem Schnitt erforderlich
Gleichzeitige Betäubung erforderlich
Betäubung vor dem Schnitt erforderlich
Rituelles Schlachten verboten
Keine Daten

Gesetzliche Anforderungen für das rituelle Schlachten auf der ganzen Welt:
Betäubung nicht erforderlich
Betäubung nach dem Schnitt erforderlich
Gleichzeitige Betäubung erforderlich
Betäubung vor dem Schnitt erforderlich
Rituelles Schlachten verboten
Keine Daten

Schächten im Sinne des betäubungslosen Schlachtens ist in Deutschland grundsätzlich verboten, da das Tierschutzgesetz das Schlachten von warmblütigen Tieren untersagt, sofern ihr Schmerzempfinden nicht vor Beginn des Blutentzugs wirksam ausgeschaltet ist. Wer ohne Ausnahmegenehmigung gegen diese Vorschrift verstößt, begeht eine Ordnungswidrigkeit oder bei quälerischer oder roher Ausführung eine Straftat, was bis zu einem Berufsverbot oder einem Verbot des Umgangs mit Tieren führen kann. Einfuhr und Verzehr von Fleisch im Ausland geschächteter Tiere ist dagegen legal. Schlachttiere aus deutscher Haltung wurden daher nach alter Anwendungspraxis zum Schächten oft in Länder exportiert, die dies erlaubten, um anschließend ihr Fleisch zu importieren.
Aus religiösen Gründen können Ausnahmegenehmigungen erteilt werden. In der Bundesrepublik wurden diese lange Zeit Juden meist erteilt, Muslimen hingegen meist nicht.  Nach der Rechtsprechung des Bundesverfassungsgerichtes (Schächturteil von 2002) muss wegen der nach Art. 4 GG verfassungsmäßig uneingeschränkt gewährten Religions- und Glaubensfreiheit (sowie aufgrund der Berufsfreiheit eines muslimischen Metzgers) auf Antrag eine Ausnahmegenehmigung erteilt werden, sofern das Fleisch des getöteten Tieres von Personen verzehrt wird, denen zwingende religiöse Vorschriften den Verzehr des Fleisches nicht geschächteter Tiere verbieten. Nach Aufnahme des Tierschutzes als Staatsziel in Artikel 20a des Grundgesetzes für die Bundesrepublik Deutschland hat das Bundesverwaltungsgericht im Urteil vom 23. November 2006 nicht ausgeschlossen, dass einem muslimischen Metzger eine Ausnahmegenehmigung zum betäubungslosen Schlachten (Schächten) von Rindern und Schafen erteilt werden kann, um seine Kunden entsprechend ihrer Glaubensüberzeugung mit Fleisch zu versorgen. Der Ausgleich zwischen dem zum Staatsziel erhobenen Tierschutz und den betroffenen Grundrechten ist so herzustellen, dass beides Wirkung entfalten kann. Das Schächten muss jedoch von einer sachkundigen Person in einem zugelassenen und registrierten Schlachtbetrieb erfolgen und vom zuständigen Veterinäramt überwacht werden. Nach einer anderen Auffassung, die früher auch vom Bundesverwaltungsgericht vertreten wurde, werde das Schächten nicht von der Religionsfreiheit umfasst, solange eine Religion eine vegetarische Ernährungsweise erlaubt.
Durch das Verbot des muslimischen Schächtens im Jahr 1995 erlitten deutsche Lammfleisch-Produzenten Umsatzeinbußen bis zu 40 %. Erlaubt ist in Deutschland das Schlachten während einer Kurzzeitbetäubung, bei der das für etwa 25 Sekunden betäubte Tier nach dem Kehlschnitt ausblutet. Ob so produziertes Fleisch als halāl gelten kann, ist unter Muslimen umstritten.
Der Bayerische Landtag verabschiedete am 29. Januar 1930 ein „Gesetz über das Schlachten von Tieren“, das das Schächten von Rindern, Schweinen, Schafen, Ziegen, Pferden, Eseln, Maultieren, Mauleseln und Hunden nur nach vollständiger Betäubung zulässt. Laut Gesetz kann die Betäubung durch mechanische Apparate oder mittels Kopfschlags vorgenommen werden. Zuwiderhandlungen wurden mit Geldstrafen oder mit Gefängnis bis zu sechs Monaten bestraft. Das Schächtverbot gilt als die erste antisemitisch motivierte Verletzung der Rechtsgleichheit von Juden, noch vor dem Aufkommen des NS-Regimes.
Die Reichstagsfraktion der Zentrumspartei bemühte sich 1910 um eine Aufhebung des Schächtverbots in Sachsen durch eine Ergänzung des Strafgesetzbuches durch die Vorschrift „Landesrechtliche Bestimmungen, welche in die rituellen Vorschriften einer Religionsgesellschaft über das Schächten von Tieren eingreifen, sind unzulässig.“

### Schweiz
1892/93 warben in der Schweiz Tierschutzvereine für eine Volksinitiative für das «Verbot des Schlachtens ohne vorherige Betäubung». Am 20. August 1893 kam es zur Abstimmung. 49,18 % der Wahlberechtigten stimmten ab; davon stimmten 60,1 % für das Verbot. In der Schweiz ist das Schächten von Säugetieren seither verboten, für Geflügel jedoch nach wie vor erlaubt.

### Österreich
In Österreich verbietet das Tierschutzgesetz zwar bei allen Tieren, also etwa auch bei Fischen, das Schlachten ohne eine dem Blutentzug vorausgehende Betäubung. Es gestattet jedoch das rituelle Schlachten unter folgenden Voraussetzungen:
- Notwendigkeit nach zwingender religiöser Regel einer gesetzlich anerkannten Religionsgemeinschaft und
- Bewilligung der zuständigen Behörde bei Sicherstellung der Durchführung
  - in einer dafür eingerichteten und zugelassenen Schlachtanlage mit Einrichtungen, die gewährleisten, dass sie das Tier schnellstens in die zum Schächten nötige Position bringen,
  - durch eine sachkundige Person
  - in Anwesenheit eines mit der Tier- und Fleischuntersuchung beauftragten Tierarztes
  - durch einen Schächtschnitt, der die großen Blutgefäße im Halsbereich öffnet, und
  - mit unmittelbar daran anschließender Betäubung (Post-cut Stunning), wobei die Person, die betäubt, seit Positionierung des Schlachttieres bereitstehen muss[24].

### Niederlande
In den Niederlanden ist das Schächten erlaubt, wenn bestimmte Vorschriften eingehalten werden (z. B. dass das Tier innerhalb von 40 Sekunden das Bewusstsein verliert, sonst muss es sediert werden).
Das Schlachten unbetäubter Tiere sollte 2011 durch einen Beschluss der Zweiten Kammer des Parlaments verboten werden. Die niederländische Partei für Tiere (PvdD) mit zwei Parlamentsabgeordneten betrachtete die Schächtung als nicht akzeptable Tierquälerei, 116 der 150 Abgeordneten (77 %) stimmten dann für das Verbot. Und angesichts der Proteste von Muslimen, Juden und mancher Staaten, darunter die USA und Israel, wurden auch Ausnahmegenehmigungen vorgesehen. Der Beschluss der Zweiten Kammer von 2011 wurde von der Ersten Kammer des Parlaments am 12. Juni 2012 mit 21 zu 51 Stimmen verworfen.

### Andere Länder
In Norwegen, Dänemark, Island, Liechtenstein, Australien (4 Schlachthöfe ausgenommen) und Neuseeland (Geflügel ausgenommen) ist Schächten verboten.
In Schweden müssen „Haustiere“ bei der Schlachtung betäubt sein, wenn das Blut fließt (vgl. § 14 des schwed. Tierschutzgesetzes). Diese Regelung gilt nicht für Notschlachtungen infolge eines Unfalls oder der Erkrankung des Tieres. Das traditionelle Schächten ohne Betäubung ist verboten. In Flandern (Belgien) ist das betäubungslose Schlachten seit dem 1. Januar 2019 und in Wallonien (Belgien) seit dem 1. September 2019 verboten. In Frankreich, Spanien, Großbritannien, Irland und Region Brüssel-Hauptstadt (Belgien) ist es noch immer erlaubt.
In Finnland ist gleichzeitige Betäubung erforderlich. In Estland, Lettland, Griechenland und der Slowakei ist Nachschnittbetäubung erforderlich wie in Österreich. In Slowenien ist das rituelle Schlachten überhaupt verboten. In Polen war das betäubungslose Schlachten zwischen Januar 2013 und Dezember 2014 für kurze Zeit verboten.

## Schächtverbot in der Zeit des Nationalsozialismus

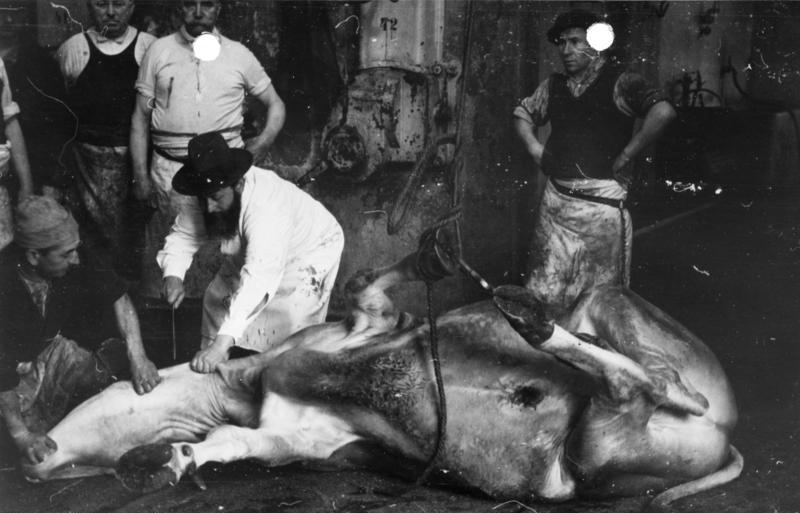
Schächtung:
nationalsozialistische Propagandaaufnahme, Nürnberg, Photo-Harren.
Szene aus Der ewige Jude (1940)

Das „Gesetz über das Schlachten von Tieren“ vom 21. April 1933 gebot, warmblütige Tiere beim Schlachten vor Beginn der Blutentziehung zu betäuben. Ausnahmen waren nur bei Notschlachtungen gestattet. Vorsätzliche oder fahrlässige Zuwiderhandlungen wurden mit Geldstrafe oder Gefängnisstrafe bis zu sechs Monaten Haftdauer geahndet. Das Gesetz trat zum 1. Mai 1933 in Kraft.
In einer Verordnung dazu wurde unter anderem bestimmt, dass ein Aufhängen der Schlachttiere vor der Betäubung nicht statthaft sei und die weitere Bearbeitung nur dann erfolgen dürfe, wenn „der Tod des Tieres eingetreten ist und Bewegungen an dem Tier nicht mehr wahrzunehmen sind“.

### Zustandekommen
Die Tierschutzbewegung des 19. und frühen 20. Jahrhunderts in Deutschland sah Tierversuche und Schächtung als Ausdruck
einer „jüdischen“ Medizin und stellte diese in direkte Verbindung zueinander. Das Strafgesetzbuch von 1871 bestrafte nicht die Tiermisshandlung als solche, sondern nur – so vorhanden – öffentliches Ärgernis daran und war deutlich schwächer als etwa die englischen Tierschutzregelungen. Dagegen liefen die in erheblichem Maße rechtsgerichteten bzw. antisemitisch orientierten Tierschutzvereine erfolglos Sturm.
Für die Nationalsozialisten war der Tierschutz ein willkommenes populäres Thema; sie konnten sich an die Spitze einer breiten, bislang nicht anerkannten Volksbewegung stellen und mit dem Thema „Schächten“ deutsche Juden, die im Pelzhandel, der Medizin und Biologie eine wichtige Rolle spielten, mit Tierschutzargumentationen diskriminieren.
Bei Arthur Schopenhauer findet sich der Gedanke der Tierrechte: „Die Welt ist kein Machwerk, und die Tiere sind kein Fabrikat zu unserem Gebrauch. Nicht Erbarmen, sondern Gerechtigkeit ist man den Tieren schuldig.“ Schopenhauer führt diese Behandlung von Tieren auf die jüdische Religion zurück.: „Die vermeinte Rechtlosigkeit der Thiere, […] daß es gegen Thiere keine Pflichten gäbe, ist geradezu eine empörende Roheit und Barbarei des Occidents, deren Quelle im Judenthum liegt“. Für viele Tierschützer bereits im 19. Jahrhundert lag daher die Hinwendung zu neopaganistischen (auch völkisch germanischen Kulten) wie insbesondere asiatischen Religionen wie auch einer von dort übernommenen Lebensweise hin nahe.
Ein überregionales Verbot des rituellen Schächtens wurde durch das Gesetz über das Schlachten von Tieren (RGBl. I S. 203) vom 21. April 1933 eingeführt und trat zum 1. Mai 1933 in Kraft. Wie bei zahlreichen anderen Gesetzen, die 1933 erlassen wurden, sanktionierte die Regierung auch in diesem Falle nachträglich Maßnahmen, die zuvor von Parteianhängern gewaltsam durchgesetzt worden waren. So war das Schächten in Neustadt an der Aisch mit einem durch die dortige NSDAP-Ortsgruppe durchgesetzten Verbot bereits 1927 den ortsansässigen Metzgern untersagt worden, woran sich aber nicht alle Betriebe hielten. Auch die Metzgerei des ab 1931 als SS-Ortsgruppenführer tätigen Metzgermeisters Rößner schächtete nach dem im Neustädter Anzeigeblatt veröffentlichten Aufruf der NSDAP 1927 noch. In Sachsen wurde das Schächten am 22. März 1933 untersagt. Bereits am 28. März 1933 erließ zum Beispiel Anton Bleeker, ein SA-Standartenführer in Aurich, ein Schächtverbot für alle ostfriesischen Schlachthöfe und ordnete an, dass die Schächtmesser verbrannt werden. Dies führte zu einem größeren Zwischenfall am 31. März 1933, bei dem die Synagoge in Aurich von bewaffneten SA-Männern umstellt wurde. Die SA erzwang die Herausgabe der Schächtmesser, um diese anschließend auf dem Marktplatz zu verbrennen.
Nach der Machtübernahme 1933 wurde dem Tierschutz höhere Priorität eingeräumt. Bereits ab dem 1. April 1933 wurde im Innenministerium Wilhelm Fricks mit Hochdruck und intensiver Mitarbeit der Tierschutzverbände an einem verschärften Tierschutzgesetz gearbeitet, welches Ende 1933 verabschiedet wurde. Es blieb bis 1972 nahezu unverändert in Kraft. Am 16. August 1933, über drei Monate vor Erlass des Reichstierschutzgesetzes, drohte Hermann Göring in seiner Funktion als preußischer Ministerpräsident KZ-Lagerhaft für Tierquälerei (inklusive der Schächtung) an – eine der ersten öffentlichen Erwähnungen der Konzentrationslager wie auch eine erste Ausweitung der zunächst vor allem auf politische Gegner des Regimes begrenzten Lagerhaft.

### Suche nach Alternativen
Seit dem Verbot des Schächtens bestand ein Mangel an koscherem Fleisch, der nur begrenzt durch Einfuhren ausgeglichen werden konnte. Das Vorstandsdirektorium der Jüdischen Gemeinden Berlins beschloss im August 1933, einen „den gesetzlichen und den rituellen Vorschriften in gleicher Weise entsprechenden Schächtapparat“ erproben und von Rabbinern begutachten zu lassen. Altersheime und Krankenhäuser sollten durch geeignete Vorkehrungen die Einhaltung der religiösen Speisevorschriften weitestgehend ermöglichen und künftig einerseits die Versorgung nach den strengsten rituellen Anforderungen gewährleisten, andererseits aber auch diejenigen angemessen versorgen, die „weniger hierauf als auf eine reichhaltige Fleischkost Wert legen.“ Dieser Beschluss sei jedoch hinfällig, falls ein solches Schächtverfahren „nach ihrer [sc. der Rabbiner] Auffassung der rituellen Vorschriften mindestens für alte und gebrechliche Personen“ Anwendung finden dürfe.